# Chokwe (grup humà)

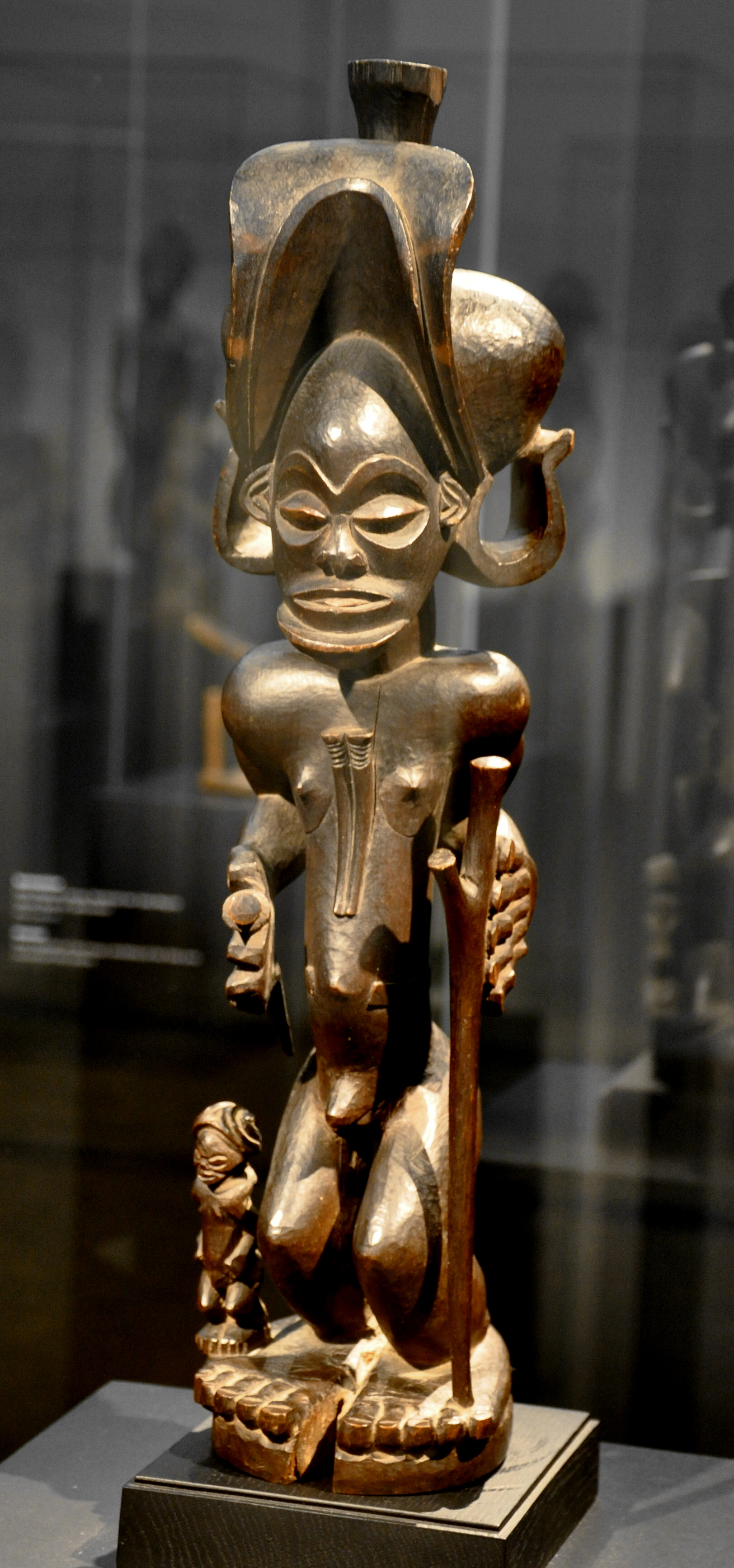
Figura del Chokwe Museum Rietberg de Zurich

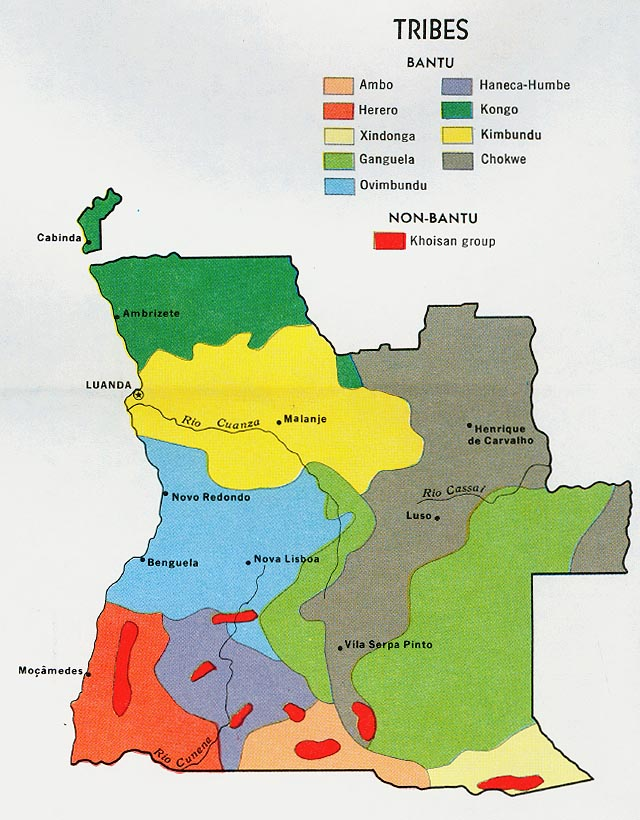
Els chokwe a Angola

Els chokwe són un grup ètnic de l'Àfrica central l'origen del qual es remunta possiblement als mbundu i els pigmeus mbuti. Actualment gran part dels grups chokwe viuen a Angola, nord-oest de Zambia, i al sud-oest de la República Democràtica del Congo (de Kinshasa a Lualaba). Destquen per la seva tradició artística, especialment per les seves escultures i màscares de fusta.

## Demografia i llengua
La llengua Chokwe (o Kichokwe, Tshokwe) és una llengua bantu. Alguns dels Chokwe també parlen les llengües oficials dels seus països: anglès a Zàmbia, francès a la República Democràtica del Congo i portuguès (com a primera o segona llengua) a Angola. S'observen, però, nombroses variants del nom d'aquesta llengua i grup humà: A'hioko, A'kiolo, Atshokwe, Atuchokwe, Bachoko, Bachokwe, Badjok, Badjokwe, Bajokwe, Bakiolo, Baokwe, Basok, Batshioko, Batshokwe, Chiboque, Chokwe, Chokwes, Ciokwe, Cokwe, Djok, Djokwe, Jokwe, Ka-chioko, Kioko, Kiokue, Kiokwe, Quioco, Shioko, Tchiboko, Tchokoué, Tchokwe, Tchokwes, Tschokwe, Tshioko, Tshokwes, Tsiboko, 
Tsokwe, Tuchokwe, Tutchokwe, Utchokwe, Wachokwe, Watschiwokwe. La seva ascendència és mixta i barrejada amb ambundu i pigmeus Mbuti.

## Història
Els chokwe van ser un dels dotze clans del gran Imperi Lunda d'Angola dels segles XVII i xviii. Inicialment van ser utilitzats pels nobles Lunda. Amb el temps, després de negar-se a seguir pagant tribut a l'emperador Lunda, van aconseguir la independència. El seu èxit comercial i els recursos abundants els va portar a ser un dels grups més rics d'Angola. Cap al 1900, els chokwe havien desmantellat per complet el regne Lunda (també anomenat Mwata Janvo) utilitzant armes de foc que havien aconseguit gràcies al comerç amb els ovimbundu. La llengua chokwe començà a ser influent en la zona nord-est d'Angola, estenent-se entre els pobles lunda. A mesura que les guerres i els conflictes van créixer durant l'època colonial dels segles xix i xx amb els europeus al seu oest i els suahilis arabitzats a l'est, van respondre militarment i es van expandir encara més al nord d'Angola, el Congo i a l'oest de Zàmbia.
Els portuguesos no van tenir pràcticament cap contacte amb el chokwe fins a la dècada de 1930, quan els chokwe van iniciar el comerç de cera, cautxú i ivori. Els portuguesos van posar fi ràpidament al domini chokwe.

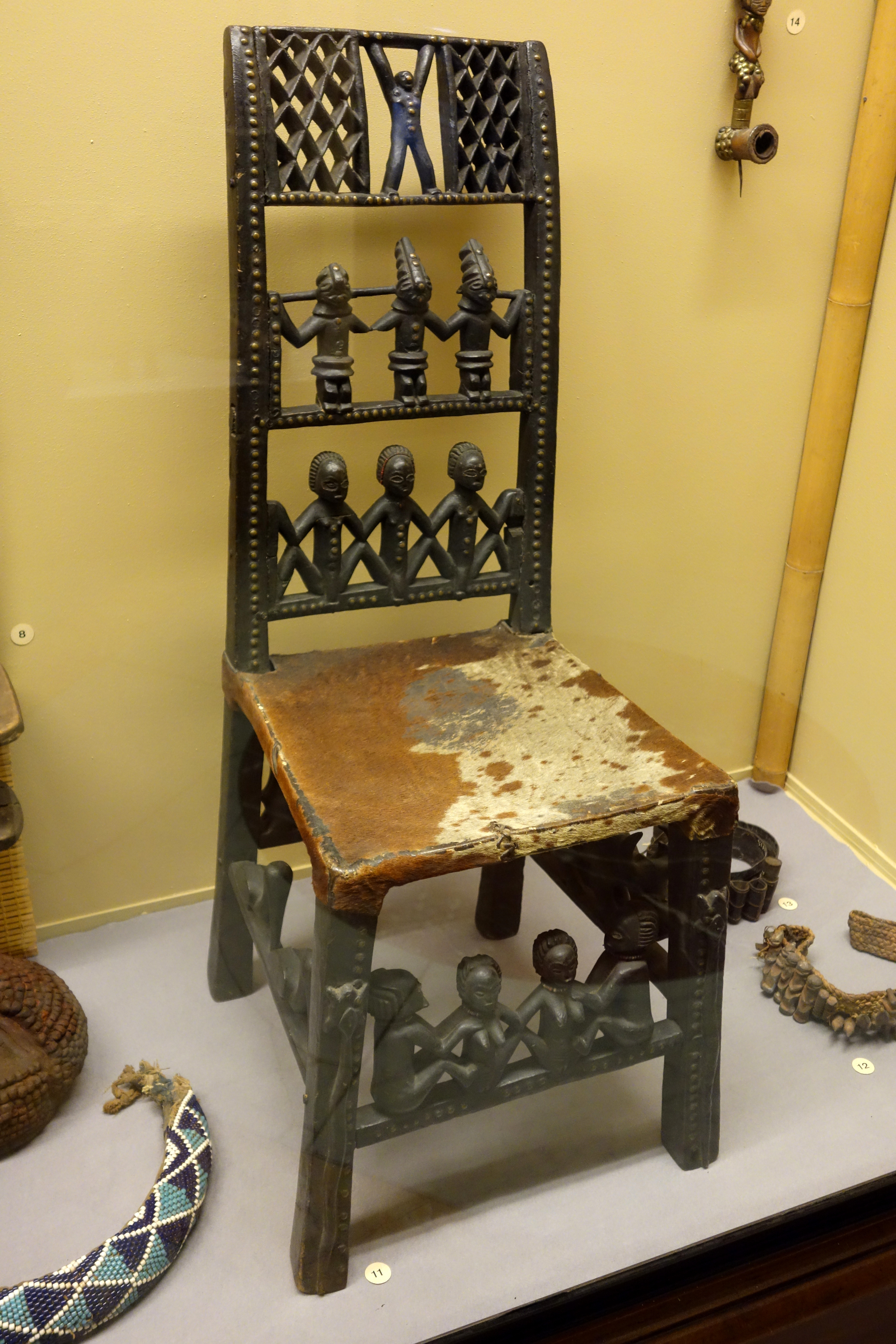
Cadira chokwe

Com a príncep, Mwene Mbandu Kapova I de Mbunda va jugar un rol rellevant en la batalla entre els chokwe i els Mbunda.

### Esclavatge
En els segles xviii i xix, els chokwe no sols va patir les conseqüències de la captura i exportació d'esclaus, sinó que ells mateixos compraven i tenien esclaus. Els nobles lunda d'Angola empraren chokwes com a soldats i caçadors, primer per contrarestar la violència i amenaces al poder polític indígena portades per la demanda colonial i mercats d'exportació d'eslava, però un cop els chokwe van obtenir armes de foc, entrenament i coordinació ètnica, van enderrocar els Lunda i empraren esclaus de la seva propietat per l'agricultura i el treball domèstic en la segona meitat del segle xix i les primeres dècades del xx. Els esclaus procedien d'altres grups ètnics africans que havien esdevingut una possessió molt demandada pel Chokwe. A la part alta del riu Zambeze i regions de Kasai van ser víctimes de les incursions portugueses o belgues a l'est i de les àrab-suahili a l'est (com les de Tippu Tip també conegut com a Hamad bin Mohammed El Murjebi); més tard els chokwe es van unir a la violència i es dedicaren a la captura i exportació d'un substancial nombre d'esclaus capturats per guanys financeres, així com la compra i manteniment de dones eslaves en les seves pròpies llars pels beneficis del seu treball artesanal.
Segons Achim von Oppen l'ús d'esclaus entre els chokwe era probable una realitat cultural en petita escala, abans del creixement enorme en la captura d'esclaus i l'activitat comercial per al mercat colonial atlàntic. L'antiga pràctica tenia origen en disputes entre viles en particular després de lesions o assassinats, on la vila víctima buscava venjança en una compensació per la pèrdua. En els casos de renunciar a una persona, preferiblement es transferia un nen com esclau de la ciutat que causava la pèrdua. A mesura que va créixer la demanda i la rendibilitat financera del comerç d'esclaus als mercats colonials, molts esclaus van ser capturats o travessaven territori controlat pels chokwe. Permetrien el moviment d'homes eslaus per continuar a l'oest cap als ports, en cooperació amb els portuguesos, mentre que sovint es quedaven les dones. Aquesta pràctica va continuar molt després que l'esclavitud va ser prohibida a Europa i Estats Units, però la demanda de treballadors a Amèrica del Sud, el Carib, àrabs suahilis d'Oman i altres plantacions colonials va permetre la continuació del mercat, alimentant un mercat clandestí d'esclaus. Els exploradors europeus que visitaren les viles chokwe a començament del segle XX informaren que la majoria de les dones eren esclaves en llars polígames i causa del seu auge de població. En algunes regions, de la mateixa manera que altres grups ètnics i europeus, els chokwe utilitzaven esclaus per atacar als seus veïns per les lucratives reserves d'ivori lucratives per a l'exportació, així com per contrarestar els atacs de les bandes militaritzades àrab-suahili a la recerca d'ivori i pagament de tributs.

## Societat i cultura
Els chokwe viuen a la sabana boscosa, però també es troben al llarg dels rius i pantans al costat de la selva. Al nord, els chokwe són coneguts com a hàbils caçadors. Al sud, s'han dedicat al cultiu d'aliments bàsics com yuca, nyam, mill, fesols, maní i blat de moro, així com la ramaderia.
Són famosos a la regió pels seus excepcionals treballs d'artesania, en particular amb cistelles, ceràmica, talla de màscara, estàtues, tamborets i altres productes artesanals. L'art inclou objectes utilitaris, però sovint integren mitologia, història oral i creences espirituals chokwe. Per exemple, l'heroi cultural Chibinda Ilunga que es va casar amb una dona Lunda i va prendre el poder sovint és una figura esculpida. L'art Cikungu personifica el poder col·lectiu dels avantpassats dels chokwe, mentre que les figuretes Mwana po representen els guardians de la fertilitat i la procreació. Les figures ngombo han estat tradicionalment una part dels esperits d'endevinació que expliquen les causes de les malalties, desgràcies, no tenir nadons i altres problemes d'una família o una vila.
En la cultura chokwe es troben caps i grups de viles. Les viles consistien en grups de cabanes quadrades o cases d'herba circulars que tenen un espai central que serveix com a lloc de trobada per als vilatans.
Els chokwe són tradicionalment una societat matrilineal, però la dona es trasllada a viure amb la família del seu marit després del casament. La poligàmia ha estat una pràctica històrica, en general limitada al cap o a famílies riques.
Les creences religioses tradicionals dels Chokwe se centren al voltant del culte als esperits dels ancestres. En grups on hi caps, se'ls considera el representant del déu Kalunga o Nzambi, per tant els reverenciaren i l'anomenen Mwanangana o supervisor de la terra. Els chokwe creuen que les obres d'art com l'artesania i objectes tallats són espirituals, connectats amb els seus avantpassats i al déu Kalunga o Nzambi. Durant l'època colonial els Chowke es va convertir al cristianisme en massa però les creences originals van ser retingudes per produir un sincretisme de creences i pràctiques. Per exemple continuen mantenint llurs rituals espirituals precristians i llurs elaborats ritus d'iniciació a l'edat adulta per homes i dones.